# Punkt se

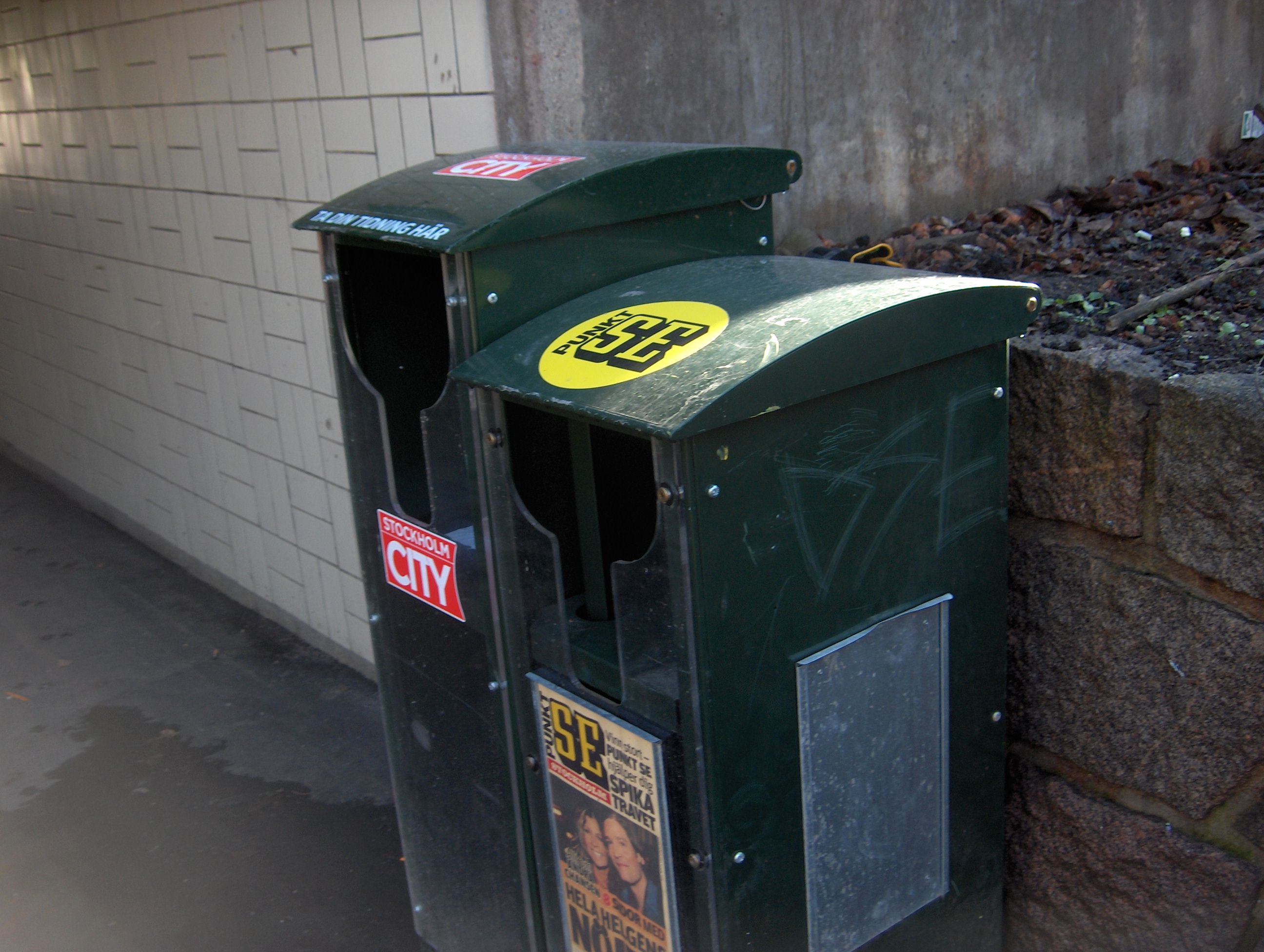
Tidningsställ med Punkt se till höger.

Punkt SE var en gratistidning som trycktes mellan den 2 oktober 2006 och 19 maj 2008 i Stockholm, Göteborg och Malmö.
Tidningarnas fullständiga titel var Punkt.Se Stockholm, Punkt.Se Göteborg och Punkt.Se Öresund.

## Redaktion
Redaktionsort för Stockholmsupplagan var hela tiden Stockholm. Göteborgsupplagan redigerades från Göteborg och Öresundsupplagan från Malmö.  Tidningen var femdagarstidning måndag till fredag. Den politisk tendens  för tidningen var oberoende.
Krönikörer i tidningen var vid starten Carolina Gynning, Sara Kadefors, Jennie Dielemans (Stockholm), Erica Johansson (Göteborg), Kitty Jutbring (Malmö) och Alex Schulman.
| Period                 | Ansvarig utgivare | Period                  | Redaktör      |
| 2006-10-02--2006-11-27 | Silow, Niklas     | 2006-10-02-- 2008-05-19 | Silow, Niklas |
| 2006-11-28--2006-12-01 | Körnung, Anna     |                         |               |
| 2006-12-04--2008-02-11 | Silow, Niklas     |                         |               |
| 2008-02-12--2008-02-29 | Körnung, Anna     |                         |               |
| 2008-03-03--2008-05-19 | Silow, Niklas     |                         |               |

## Tryckning
Förlaget hette till 22 februari Aftonbladet förlag aktiebolag sedan till 19 maj 2008 Aftonbladet Gratistidningen aktiebolag. Tidningen omfattade 32 till som mest 48 sidor 2008. Tidningen trycktes på flera tryckerier. Från starten till 31 oktober 2006 på Elanders tryckeri aktiebolag i Kungsbacka. Göteborgsupplagan trycktes sedan på Kungsbacka graphic aktebolag till tidningens nedläggning. Malmöupplagan trycktes i Kungsbacka.  Hela utgivningstiden på  Eskilstunakurirens tryckeri i Eskilstuna. Från den 9 oktober till 29 december 2006 på Aktiebolag Upsala nya tidningstryckeri i Uppsala och slutligen 2 januari 2007 till 19 maj 2008 på V-TAB Västerås. Tidningen trycktes i modern fyrfärgsteknik.
Tidningen trycktes i formatet halvberliner (170x250 mm), av konkurrenterna även kallat Kalle Anka-formatet.
Ägaren Schibsteds mål var att upplagan skulle ligga på cirka 95 000 i Stockholm, 80 000 i Göteborg och 60 000 i Malmö. Tidningens utseende liknade till en början koncernens kvällstidning Aftonbladet, men gjordes hösten 2007 om och fick ett helt eget formspråk. Punkt SE producerades i samma hus som Aftonbladet i Stockholm, men utan redaktionella kopplingar mellan de två. Dessutom fanns lokala redaktioner i Göteborg och Malmö. Upplagesiffror anges inte i KB:s Nya Lunstedt.

## Nedläggning
Måndagen 19 maj 2008 meddelade ägaren Schibsted både att tidningen skulle läggas ner på grund av dålig ekonomi och att Schibsted köper 35% av konkurrenten Metro. Sista exemplaret av Punkt SE kom ut samma dag. 2007 gick punkt.se 198 miljoner kronor back. Förlusten var totalt 360 miljoner kronor. Drygt 90 medarbetare berördes av nedläggningen.